# Maurice Biraud
Pour les articles homonymes, voir Biraud et Bibi.
Maurice Biraud, surnommé Bibi, né le 3 mars 1922 à Paris et mort le 24 décembre 1982 à Boulogne-Billancourt, est un animateur de radio, humoriste et acteur français.

## Biographie

### Jeunesse
Il est le fils d'un employé de la Poste, Eugène Biraud, et d'une concierge, Françoise Claverie. Ses parents, qui ont perdu plusieurs enfants à la naissance, décident de l'envoyer, alors qu'il n'a que 15 jours, en nourrice à Saint-Martin-sur-Ocre (Loiret) chez Louise Colbeau, mère de neuf enfants et ayant eu quarante-trois autres enfants en nourrice. Il y reste jusqu'à ses cinq ans.
Il va à l'école à Gien, après le certificat d'études, il exerce plusieurs métiers : garçon de bureau dans une affaire de charbon, planton à la radio, aide-comptable, régisseur et enfin comédien.
Au commencement de la Seconde Guerre mondiale, il est évacué à Toulouse, puis à Marseille. Pendant l'Occupation, il entre dans un chantier de jeunesse où il fait du théâtre avec Louis Jourdan dans l'équipe « Joie ».

### Carrière

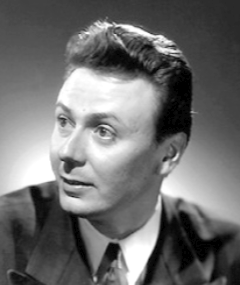
Maurice Biraud en 1954 (Studio Harcourt).

Après la Libération, il travaille à la radio au service de la discothèque, puis obtient quelques rôles au théâtre grâce à Francis Claude (Les vertiges de M. Flûte), Francis Blanche (la revue « Sans Issue » au Théâtre des trois Baudets) et André Gillois (Frère Jacques).
Dès les années 1950, il est présent le matin sur les ondes d’Europe 1, dans l'émission « Monsieur Flûte » de Francis Claude, puis dans le « Café de l'Europe » où il est un personnage de Français moyen un peu anarchiste, un peu de gauche, un peu de droite, qui lui vaut une grande popularité. Il interprète aussi le rôle du commissaire Socrate et de Maurice la Grammaire (puis du Grand Babu suivant dans Le fils de Furax) dans le feuilleton « radio » Signé Furax et, en tant qu'animateur de la tranche « 9 h - 12 h » dans les années 1960, en compagnie de Micheline Francey puis d'Anne Perez et de « Monsieur Brandu » (Jean-Marie Lamblat).
On le surnomme « Bibi » et en 1952, Michel Audiard le choisit comme parrain de son fils, Jacques. 
En 1957, il rencontre une jeune comédienne, Françoise Soulié avec qui il partage un rôle dans la pièce de Claude Magnier, Monsieur Masure. Elle lui fait découvrir Collonges qu’il adoptera sans conditions et qui deviendra sa réserve secrète. Ils se marient le 29 décembre 1958. 
En 1962, il reçoit à Barcelone le Prix Ondas du « meilleur meneur de jeu » du monde. Au total, il reste dix ans à Europe 1.
Après la radio et la comédie, il peine à trouver du travail. 
Le cinéma lui offre enfin des rôles plus importants. Il joue dans Un taxi pour Tobrouk (1960), Le cave se rebiffe (1961), où il interprète le « Cave », le personnage éponyme, ouvrier graveur naïf (mais pas tant que ça…), et Mélodie en sous-sol (1963),. Il poursuit en 1965 avec La Métamorphose des cloportes. La suite de sa carrière cinématographique est moins intéressante, car on ne va lui proposer que des petits rôles. On le voit notamment sous la direction de Pierre Granier-Deferre dans Le Train (1973) et aux côtés d'Alain Delon dans Flic Story (1975). 
En 1966, il publie Faut l'faire, aux éditions Solar, une anthologie des aphorismes et bons mots puis, en 1967, il chante La Petite en duo avec France Gall. Le 27 juin 1967, il tient l'antenne durant vingt-quatre heures, ce qui constitue un grand moment de sa carrière d'animateur radio.
En 1968, il publie un deuxième recueil d'aphorismes, Allons-y gaiement, chez Solar.
Maurice Biraud demeure une des personnalité les plus populaires des années soixante, étant souvent appelé par son surnom « Bibi ».
A partir de la décennie soixante-dix, il enchaîne les tournages de feuilletons populaires pour la télévision, dans lesquelles il joue des seconds rôles : Jo Gaillard avec Bernard Fresson, Un juge, un flic, Les Hommes de Rose avec Dora Doll , Arsène Lupin joue et perd avec Jean-Claude Brialy. On le remarque dans un rôle de médecin dans L'Esprit de famille où il rencontre un grand succès.
Il est souvent sollicité, comme Jean Valton, pour réaliser des disques publicitaires, participer à l'émission de télévision Les Grands Enfants, de 1967 à 1970, au Francophonissime pour la France, en 1971-1972, et aux Jeux de 20 heures, entre 1976 et 1981. Il est également l'un des acteurs du jeu L'Académie des neuf dont trois émissions enregistrées seront diffusées après sa mort, du 3 au 5 janvier 1983, tout comme ses deux derniers téléfilms, L'art de la fugue et Retour à Cherchell.
Son dernier film, Un dimanche de flic, où il donne la réplique à Victor Lanoux et Jean Rochefort sort à titre posthume le 30 mars 1983.

### Vie privée

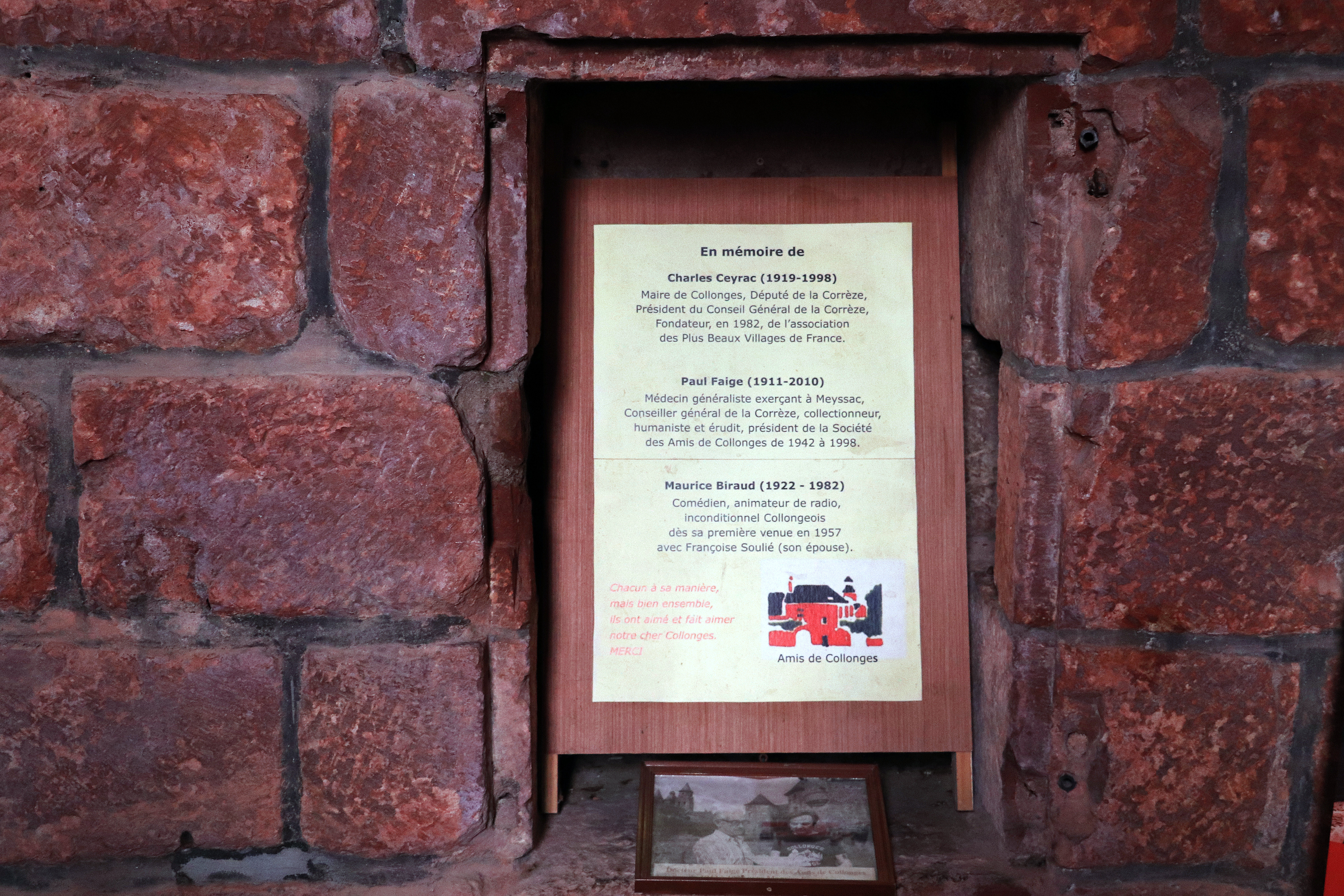
Plaque commémorative en l’église de Collonges-la-Rouge.

Marié à Françoise Soulié (29 décembre 1958-24 décembre 1982)-son décès

### Mort

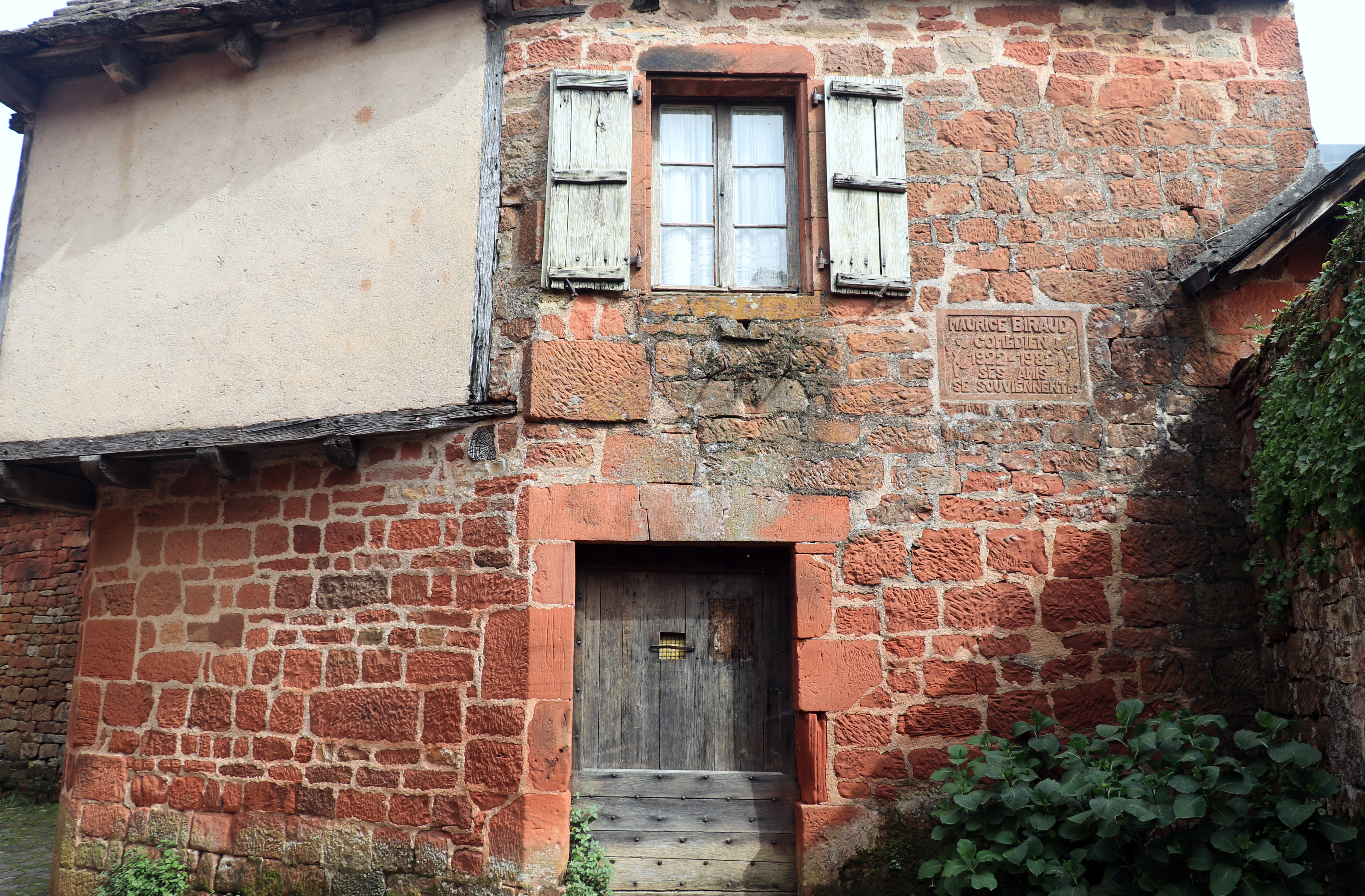
Maison de Maurice Biraud, rue Noire à Collonges-la-Rouge.

Le 24 décembre 1982, il meurt d'un infarctus foudroyant à un feu rouge, au volant de sa voiture, avenue Marceau, à Paris. Sa mort est constatée à l'hôpital Ambroise-Paré à Boulogne-Billancourt mais est éclipsée par celle de Louis Aragon, survenue le même jour.

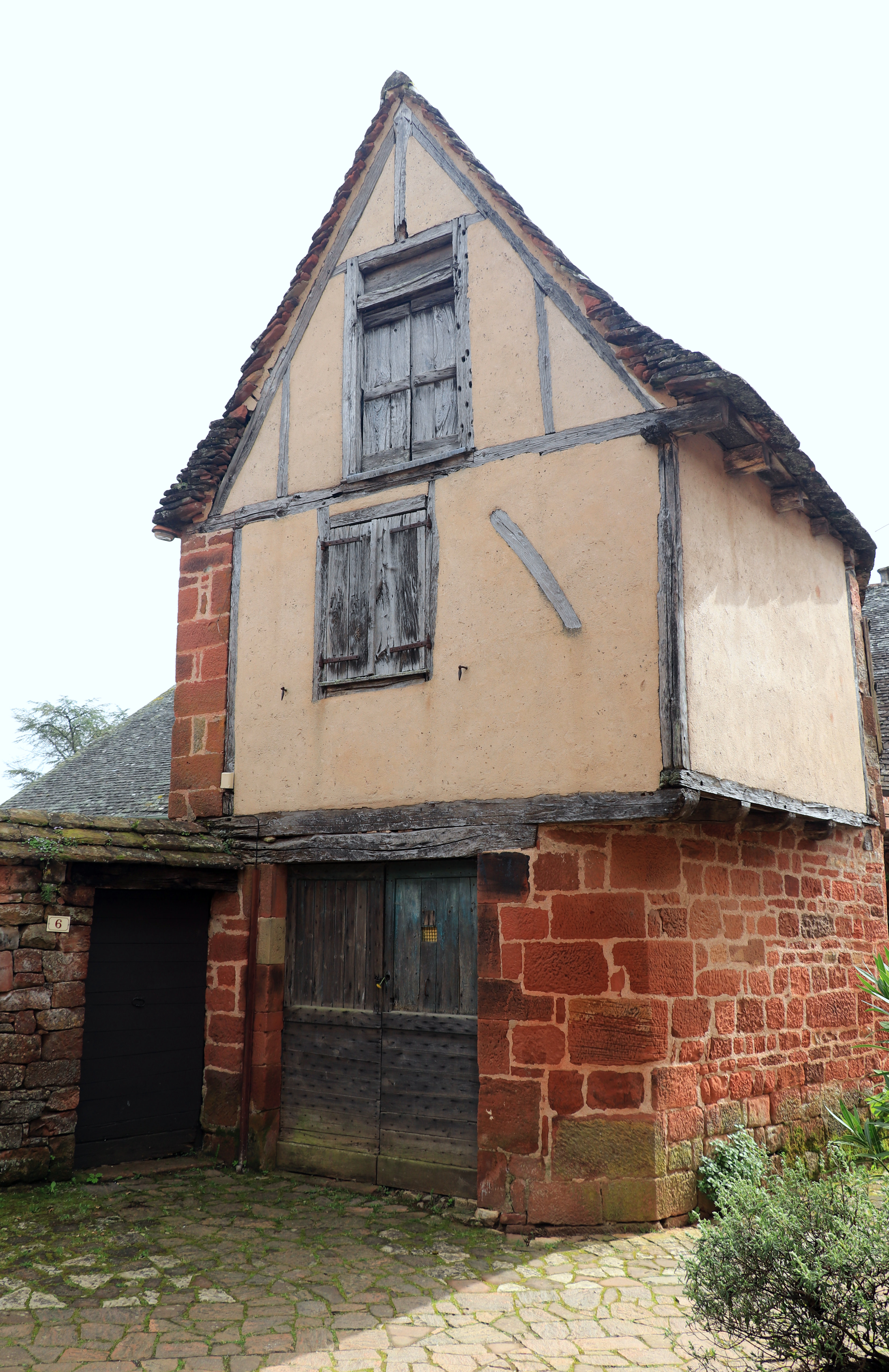
Pignon de la maison de Maurice Biraud, rue Noire à Collonges-la-Rouge.

Marié à la comédienne Françoise Soulié, il a vécu à Collonges-la-Rouge (en Corrèze à 20 km au Sud de Brive) où il a restauré trois maisons. Il y est enterré et sur sa tombe figure l'épitaphe : « Ici repose Maurice Biraud, qui n'a jamais eu besoin de porteur pour son bagage intellectuel. »
Le 8 octobre 2012, une plaque en son honneur est inaugurée en présence de son épouse à Saint-Martin-sur-Ocre, village où il passait tous ses étés depuis sa petite enfance.

## Filmographie

### Cinéma
- 1950 : Brune ou blonde de Jacques Garcia (court métrage)
- 1950 : Le Roi des camelots d'André Berthomieu
- 1950 : Garou-Garou, le passe-muraille de Jean Boyer : un collègue de Léon
- 1951 : La Marche - court métrage - de Michel Audiard
- 1951 :  Jamais deux sans trois d'André Berthomieu
- 1951 :  Une fille à croquer ou Le Petit Chaperon rouge de Raoul André
- 1951 :  La Belle cheminée de Paul de Roubaix (Titre non répertorié nulle part en dehors de la présente mention)
- 1952 : Poil de carotte de Paul Mesnier : le curé
- 1952 :  Tout tourne de Jacques Guillon, écrit par Michel Audiard : le narrateur (court métrage)
- 1952 :  Le Plus Heureux des hommes d'Yves Ciampi : le jeune avocat
- 1952 :  Jeunes Filles d'Armand Chartier - Jean, agriculteur (court métrage)
- 1952 :  Belle Mentalité ! d'André Berthomieu
- 1953 : L'Esclave d'Yves Ciampi : le photographe
- 1953 :  Le Portrait de son père d'André Berthomieu : Didier
- 1953 :  Le Secret d'Hélène Marimon d'Henri Calef
- 1953 :  Quai des blondes de Paul Cadéac : Laurent
- 1954 : Mam'zelle Nitouche d'Yves Allégret : un réserviste
- 1954 : Poisson d'avril de Gilles Grangier : le vendeur du bazar
- 1954 : Pas de coup dur pour Johnny d'Émile Roussel
- 1955 : Les deux font la paire d'André Berthomieu : l'avocat
- 1956 : Au creux des sillons - court métrage - de Claude-Yvon Leduc
- 1956 :  Donnez-moi ma chance ou Piège à filles de Léonide Moguy : un employé de Gilbert
- 1956 :  L'Homme et l'Enfant de Raoul André
- 1957 : Trois Jours à vivre de Gilles Grangier
- 1957 : Charmants Garçons d'Henri Decoin : le commentateur
- 1958 : C'est la faute d'Adam de Jacqueline Audry
- 1958 : Premier mai ou Le père et l'enfant de Luis Saslavsky : Blanchot
- 1959 : Le Second Souffle de Yannick Bellon (court métrage)
- 1960 : Candide ou l'Optimisme au XXe siècle de Norbert Carbonnaux : Le résident hollandais
- 1960 :  Un taxi pour Tobrouk de Denys de La Patellière : François Gensac
- 1960 :  Pierrot la tendresse de François Villiers : Maternati
- 1961 : Le cave se rebiffe de Gilles Grangier : Robert Mideau
- 1962 : Le Petit Garçon de l'ascenseur de Pierre Granier-Deferre
- 1962 : Le Diable et les Dix Commandements de Julien Duvivier, sketch Homicide point ne seras : Louis
- 1962 :  Le Monte-charge de Marcel Bluwal : Adolphe Ferry
- 1962 :  Le Septième Juré de Georges Lautner : le vétérinaire
- 1962 :  Pourquoi Paris ? de Denys de La Patellière : Denis, l'hôtelier
- 1962 :  L'oeil du monocle de Georges Lautner : Martigue
- 1963 : Mélodie en sous-sol d'Henri Verneuil : Louis Naudin
- 1963 :  La Soupe aux poulets de Philippe Agostini
- 1963 :  Les Aventures de Salavin de Pierre Granier-Deferre : Louis Salavin
- 1964 : Des pissenlits par la racine de Georges Lautner : Jo Arengeot
- 1964 : Cherchez l'idole de Michel Boisrond : Un invité au spectacle de Sylvie Vartan
- 1964 : Une souris chez les hommes ou Un drôle de caïd de Jacques Poitrenaud : Francis
- 1965 : La Métamorphose des cloportes de Pierre Granier-Deferre : Arthur dit le mou
- 1967 : La Grande Sauterelle de Georges Lautner : Alfred
- 1968 : Fleur d'oseille de Georges Lautner : Commissaire Verdier
- 1970 : Le Cri du cormoran le soir au-dessus des jonques de Michel Audiard : le chauffeur de taxi
- 1971 : Pays de Cocagne de Pierre Étaix : lui-même
- 1972 : Le Trèfle à cinq feuilles d'Edmond Freess : Georges-André Constant
- 1972 : Elle cause plus… elle flingue de Michel Audiard : Herbert
- 1972 : Bastos ou ma sœur préfère le colt 45 ou La guerre des espions d'Henri Boyer et Jean-Louis Van Belle : Jérôme Nino
- 1973 : Le Complot de René Gainville : Brunet
- 1973 :  Le Concierge de Jean Girault : Martin Massoulier
- 1973 :  Le Train de Pierre Granier-Deferre : Maurice
- 1973 :  L'Événement le plus important depuis que l'homme a marché sur la Lune de Jacques Demy : Lamarie
- 1974 : Le Permis de conduire de Jean Girault : le premier moniteur
- 1974 : OK patron de Claude Vital : Leroy
- 1974 : La Rivale de Sergio Gobbi : Jean-Claude
- 1975 : Salut les frangines de Michel Gérard : Monsieur Chotard
- 1975 : Flic Story de Jacques Deray : le patron de l'hôtel Saint-Appoline
- 1975 : Le Gitan de José Giovanni : Pierrot dit le naïf
- 1975 : Jackpot de Terence Young (film non terminé)
- 1976 : Deux Imbéciles heureux d'Edmond Freess : le docteur
- 1976 :  Bartleby de Maurice Ronet : Dindon
- 1977 : L'automobile comment ça marche de Roger Rochelle (court métrage)
- 1977 : Gloria de Claude Autant-Lara : Stéphane Perreau
- 1979 : C'est dingue, mais on y va… ! de Michel Gérard : Monsieur Castagnet
- 1980 : La Bande du Rex de Jean-Henri Meunier : commissaire Raoul Fleury
- 1981 : Pourquoi pas nous ? de Michel Berny : Monsieur Simon, le patron
- 1981 : Beau-père de Bertrand Blier : le camionneur, témoin de l'accident
- 1983 : Un dimanche de flic de Michel Vianey : Fred

### Télévision
- 1954 : Télé Match : Animateur
- 1954 :  Une enquête de l'inspecteur Grégoire de Marcel Bluwal, épisode La Partie de cartes : Ladoucet
- 1954 :  Lady Warner a disparu de François Chalais
- 1959 :  La clé des champs de François Chatel (série télévisée), 2 épisodes
- 1963 : Les Raisins verts de Jean-Christophe Averty
- 1961-1963 :  Pariser Kammertheater (série télévisée) : Philippe
- 1963 : Teuf-teuf de Georges Folgoas
- 1963 : Treize contes de Maupassant (épisode : La confession de Théodule Sabot)
- 1966 : La Morale de l'histoire de Claude Dagues : Bernard
- 1967 : Deux Romains en Gaule de Pierre Tchernia : le vendeur de chars
- 1972 : Kitsch-Kitsch de Janine Guyon
- 1972 : Le Fado de la liberté de Janine Guyon : Vincente
- 1973 : Un client sérieux de Jean Bertho : Lagoupille
- 1973 : Les Maudits Rois fainéants (série télévisée)
- 1974 : L’Or et la fleur de Philippe Ducrest : Charly
- 1974 : Jo Gaillard de Bernard Borderie, épisode L'Etrange traversée : Cordier
- 1974 : Malaventure de Joseph Drimal (segment « Dans l'intérêt des familles ») : Antoine
- 1974 : Bons baisers d'Astérix de Pierre Desfons : Biraudix
- 1976 : Nick Verlaine ou Comment voler la tour Eiffel, de Claude Boissol : Prosper
  - Nick Verlaine prend la Route
  - Soyez bons pour les Animaux
  - Dans l'eau d'une Piscine
  - Le Monstre
- 1976 : Les Douze Légionnaires de Bernard Borderie : adjudant Pierre Duffel
- 1977 : Les Confessions d'un enfant de chœur de Jean L'Hôte : le père
- 1977 : Les Samedis de l'histoire: Rossel et la Commune de Paris de Serge Moati d'André Cayatte Pyat
- 1977 : La Mer promise de Jacques Ertaud : François Richard
- 1977 : Banlieue Sud-Est de Gilles Grangier : Marcel
- 1977 : Un juge, un flic de Denys de La Patellière, épisode Les Hochets : Murel
- 1978 : Les Hommes de Rose, feuilleton télévisé de Maurice Cloche : Fatalitas
- 1978 : Les Palmiers du métropolitain de Youri : Edgar (tourné en 1971)
- 1978 : Ciné-roman de Serge Moati : Monsieur Laurent
- 1979 : Pierrot mon ami de François Leterrier : Crouia-Bey et Voussois
- 1979 : Histoires insolites: Folies douces de Maurice Ronet : Marcel
- 1979 : L'inspecteur mène l'enquête (série télévisée) de Luc Godevais, Jean-Paul Roux et Marc Pavaux, épisode On en connaît tous des comme ça : Jules Reisner
- 1980 : Mont-Oriol de Serge Moati d'après Guy de Maupassant : le marquis de Ravenel
- 1980 : Cinéma 16: Notre bien chère disparue d'Alain Boudet : Charles
- 1980 : Arsène Lupin joue et perd (mini série télévisée) d'Alexandre Astruc : l'inspecteur Weber
- 1981 : Caméra une première (série télévisée) épisode Eole Epifanio d'Antoine Gallien : le maire
- 1981 : Le Mécréant de Jean L'Hôte : Edmond
- 1981 : Le Piège à loups de Jean Kerchbron : Le père
- 1981 : Mon enfant, ma mère de Serge Moati : le père
- 1981 : Marie-Marie de François Chatel : Maxime Terrien
- 1981 : Rioda de Sylvain Joubert : Raymond
- 1981 : Ce fut un beau voyage d'Hervé Baslé : Jacques
- 1982 : La Nuit du général Boulanger d'Henri Bromberger : Dillon
- 1982 : Caméra une première (série télévisée) épisode Jules et Georgia de Robert Valey : Jacques
- 1982 : Les Sept jours du marié de Serge Moati : le représentant de commerce
- 1982 : Des yeux pour pleurer d'André Cayatte : Claude Balland
- 1982 : L'Esprit de famille de Roland-Bernard : le docteur Moreau
- 1983 : L'art de la fugue d'Alain Boudet : Tibère
- 1983 : Retour à Cherchell d'André Cayatte : Marcel

## Théâtre
- 1952 : L'Amour en papier de Louis Ducreux, mise en scène Michel de Ré, Théâtre du Quartier latin
- 1952 : Le Jardin du Roi de Pierre Devaux, mise en scène Michel de Ré, Théâtre du Quartier Latin
- 1953 : Frère Jacques d'André Gillois, mise en scène Fernand Ledoux, Théâtre des Variétés
- 1954 : Frère Jacques d'André Gillois, mise en scène Fernand Ledoux, Théâtre des Célestins
- 1954 : L'Homme qui était venu pour dîner de George S. Kaufman & Moss Hart, mise en scène Fernand Ledoux, Théâtre Antoine
- 1955 : Les Petites Têtes de Max Régnier, mise en scène Fernand Ledoux, Théâtre Michel
- 1957 : Bobosse d'André Roussin, mise en scène de l'auteur, Théâtre de la Michodière
- 1958 : Am Stram Gram d'André Roussin, mise en scène de l'auteur, Théâtre des Nouveautés
- 1958 : L'Enfant du dimanche de Pierre Brasseur, mise en scène Pierre Valde, Théâtre Édouard-VII
- 1959 : L'Enfant du dimanche de Pierre Brasseur, mise en scène Pierre Valde, Théâtre de Paris

## Discographie
Chansons
- 1962 : Norman Maine et Son Orchestre : Cha Cha Twist (Avec Maurice Biraud et Micheline Francey). Paroles et Musique : Georges Liferman et Norman Maine (45 tours EP Fontana ref. 460.809).
- 1967 : Bibi : Mémé confiture (Avec les Petits Écoliers de Bondy), Le vieil homme et le printemps, Le miel ne sert à personne, Piano punaise (Avec Régine). Paroles et Musique : Jean-Michel Rivat, Franck Thomas et Guy Magenta. Accompagné par Michel Colombier et son orchestre (45 tours EP Disc AZ ref. EP 1161)
- 1967 : Duo avec France Gall : La petite. Paroles et Musique : Guy Magenta, Robert Gall et Mya Simille. Orchestre : Alain Goraguer (45 tours EP Philips ref. 437.317 BE).

Textes
- Histoires de Bibi : Bibi fait un tour d’horizon / Bibi parle des dérèglements humains

Publicités
- Ça va faire du bruit ! : La Ferrania… nisation
- Végétaline : Une nouvelle méthode 100 histoires
- Pile… efface : Maurice Biraud vous présente un jeu Chamex sur Europe no 1

Livres-disques pour la jeunesse
- 1958 : Ali-Baba et les 40 voleurs (Les Contes Des Mille Et Une Nuits 1) : Joué par la compagnie Pierre Arnaud : Georges Aminel, Maurice Biraud, Jacqueline Cartier, Claude Dasset, Jacques Dufilho, Jacques Gaffuri, Andrée Gérald, Henry Nassiet et Marie-France Rivière. Effets sonores et réalisation artistique : Henri Gruel. Direction artistique et musicale : Pierre Arnaud de Chassy-Poulay. Une production Jacques Canetti.
- 1958 : Aladin et la lampe merveilleuse (Les Contes Des Mille Et Une Nuits 2) : Joué par la compagnie Pierre Arnaud : Georges Aminel, Maurice Biraud, Jacqueline Cartier, Claude Dasset, Jacques Dufilho, Jacques Gaffuri, Andrée Gérald, Henry Nassiet et Marie-France Rivière. Effets sonores et réalisation artistique : Henri Gruel. Direction artistique et musicale : Pierre Arnaud de Chassy-Poulay. Une production Jacques Canetti.
- 1958 : Sindbad le marin (Les Contes Des Mille Et Une Nuits 3) : Joué par la Compagnie Pierre Arnaud : Georges Aminel, Maurice Biraud, Andrée Gérald, Henri Gruel, Pierre Miville. Effets sonores et réalisation artistique : Henri Gruel. Direction artistique et musicale : Pierre Arnaud de Chassy-Poulay. Une production Jacques Canetti.
- 1958 : Histoire du Prince Camaralzaman et de la Princesse Boudour (Les Contes Des Mille Et Une Nuits 4) : Joué par la compagnie Pierre Arnaud : Georges Aminel, Maurice Biraud, Jacqueline Cartier, Jacques Dufilho, Andrée Gérald, Henry Nassiet et Marie-France Rivière. Effets sonores et réalisation artistique : Henri Gruel. Direction artistique et musicale : Pierre Arnaud de Chassy-Poulay. Une production Jacques Canetti.
- 1972 : Benjamin Et Le Tonnerre De Zeus : Histoire de Robert Nahmias. Musique de Gilbert Carpentier. Récitant : Maurice Biraud.
- 1974 : Les Erreurs De Benjamin À L'Hôtel : Histoire de Robert Nahmias. Musique de Jean Baïtzouroff. Récitant : Maurice Biraud. Avec Colette Ripert, Gilles de Obaldia.
- 1974 : Les Erreurs De Benjamin En Visite : Histoire de Robert Nahmias. Musique de Jean Baïtzouroff. Récitant : Maurice Biraud. Avec Colette Ripert, Gilles de Obaldia, Claire de Obaldia.
- 1984 : Maurice Biraud raconte aux enfants : Doggy boogie / Général pipe / Crac crac / Le Coucou / Baby march / Cha cha chat / Western choo-choo / Mirette la grenouille / Furet-furette / Ronald junior / Mocky et Macky

Feuilletons radio
- 1954 : Un Soir De Demi-Brume : Avec Jean-Marie Amato, Tania Balachova, Maurice Biraud, Guy Decomble, Jacques Duby, Jacques Dynam, Martine Sarcey. Histoire de François Billetdoux adaptée par Pierre Billard. Musique de André Popp. Production de Germaine Beaumont et Pierre Billard.
- 1957 : Le Petit Vieux des Batignolles : Avec Becky Rosanès, Gaëtan Jor, Geneviève Morel, Henri Virlogeux, Jean Négroni, Jean-Marie Amato, Lisette Lemaire, Marcel Bozzuffi, Maurice Biraud, Maurice Chevit, Nelly Delmas, Pierre Delbon, Rosy Varte. Histoire de Émile Gaboriau adaptée par Jean Cosmos. Musique de André Popp. Production de Germaine Beaumont et Pierre Billard.
- 1957 : Avec Fleurs Et Couronnes : Avec Maurice Biraud, Évelyne Ker, Jane Marken. Histoire de Charles Maître adaptée par Jeannine Raylambert. Musique de André Popp. Production de Germaine Beaumont et Pierre Billard.
- 1957 : Signé Furax : Malheur aux barbus vol.1 : De Pierre Dac et Francis Blanche Avec Pierre Dac et Francis Blanche, Jean-Marie Amato, Maurice Biraud, Louis Blanche, Roger Carel, Claude Dasset, Jeanne Dorival, Édith Fontaine, Catherine Fontenay, Robert Frantz, Paul Le Person, Claude Nicot, Lawrence Riesner, Jean-Paul Thomas, Robert Verbeke, Nono Zammit
- 1957 : Signé Furax : Malheur aux barbus vol.2 : De Pierre Dac et Francis Blanche Avec Pierre Dac et Francis Blanche, Jean-Marie Amato, Maurice Biraud, Louis Blanche, Roger Carel, Claude Dasset, Jeanne Dorival, Édith Fontaine, Catherine Fontenay, Robert Frantz, Paul Le Person, Claude Nicot, Lawrence Riesner, Jean-Paul Thomas, Robert Verbeke, Nono Zammit
- 1961 : Les Fabuleux Méfaits De Furax - Menace sur Tancarville : De Pierre Dac et Francis Blanche Avec Pierre Dac et Francis Blanche, Jean-Marie Amato, Maurice Biraud, Louis Blanche, Roger Carel, Claude Dasset, Jeanne Dorival, Édith Fontaine, Catherine Fontenay, Robert Frantz, Paul Le Person, Claude Nicot, Lawrence Riesner, Jean-Paul Thomas, Robert Verbeke, Nono Zammit
- 1961 : Les Fabuleux Méfaits De Furax - La navrante comédie des proverbes : De Pierre Dac et Francis Blanche Avec Pierre Dac et Francis Blanche, Jean-Marie Amato, Maurice Biraud, Louis Blanche, Roger Carel, Claude Dasset, Jeanne Dorival, Édith Fontaine, Catherine Fontenay, Robert Frantz, Paul Le Person, Claude Nicot, Lawrence Riesner, Jean-Paul Thomas, Robert Verbeke, Nono Zammit
- 1961 : Les Fabuleux Méfaits De Furax - Trafic de larmes : De Pierre Dac et Francis Blanche Avec Pierre Dac et Francis Blanche, Jean-Marie Amato, Maurice Biraud, Louis Blanche, Roger Carel, Claude Dasset, Jeanne Dorival, Édith Fontaine, Catherine Fontenay, Robert Frantz, Paul Le Person, Claude Nicot, Lawrence Riesner, Jean-Paul Thomas, Robert Verbeke, Nono Zammit
- 1961 : Les Fabuleux Méfaits De Furax - L'enlèvement du Père Noël : De Pierre Dac et Francis Blanche Avec Pierre Dac et Francis Blanche, Jean-Marie Amato, Maurice Biraud, Louis Blanche, Roger Carel, Claude Dasset, Jeanne Dorival, Édith Fontaine, Catherine Fontenay, Robert Frantz, Paul Le Person, Claude Nicot, Lawrence Riesner, Jean-Paul Thomas, Robert Verbeke, Nono Zammit
- 1961 : Les Fabuleux Méfaits De Furax - Alerte aux homards : De Pierre Dac et Francis Blanche Avec Pierre Dac et Francis Blanche, Jean-Marie Amato, Maurice Biraud, Louis Blanche, Roger Carel, Claude Dasset, Jeanne Dorival, Édith Fontaine, Catherine Fontenay, Robert Frantz, Paul Le Person, Claude Nicot, Lawrence Riesner, Jean-Paul Thomas, Robert Verbeke, Nono Zammit
- 2002 : Signé Furax : Le Boudin sacré : De Pierre Dac et Francis Blanche Avec Pierre Dac et Francis Blanche, Jean-Marie Amato, Maurice Biraud, Louis Blanche, Roger Carel, Claude Dasset, Jeanne Dorival, Édith Fontaine, Catherine Fontenay, Robert Frantz, Paul Le Person, Claude Nicot, Lawrence Riesner, Jean-Paul Thomas, Robert Verbeke, Nono Zammit
- 2004 : Signé Furax : La Lumière qui éteint : De Pierre Dac et Francis Blanche Avec Pierre Dac et Francis Blanche, Jean-Marie Amato, Maurice Biraud, Louis Blanche, Roger Carel, Claude Dasset, Jeanne Dorival, Édith Fontaine, Catherine Fontenay, Robert Frantz, Paul Le Person, Claude Nicot, Lawrence Riesner, Jean-Paul Thomas, Robert Verbeke, Nono Zammit
- 2008 : Signé Furax : Le Gruyère qui tue : De Pierre Dac et Francis Blanche Avec Pierre Dac et Francis Blanche, Jean-Marie Amato, Maurice Biraud, Louis Blanche, Roger Carel, Claude Dasset, Jeanne Dorival, Édith Fontaine, Catherine Fontenay, Robert Frantz, Paul Le Person, Claude Nicot, Lawrence Riesner, Jean-Paul Thomas, Robert Verbeke, Nono Zammit
- 2012 : Signé Furax : Le Fils de Furax : De Pierre Dac et Francis Blanche Avec Pierre Dac et Francis Blanche, Jean-Marie Amato, Maurice Biraud, Louis Blanche, Roger Carel, Claude Dasset, Jeanne Dorival, Édith Fontaine, Catherine Fontenay, Robert Frantz, Paul Le Person, Claude Nicot, Lawrence Riesner, Jean-Paul Thomas, Robert Verbeke, Nono Zammit

Divers
- 1957 : L'argotmuche tel qu'on le jaspine : La Genèse / Clément VII, François Ier et Charles-Quint. Auteur : Pierre Devaux. Avec : Maurice Biraud, André Gaillard, Gilles Léger, Raymond Souplex.
- 1962 : Sonorama no 39 d'avril 1962 : Les Airs du Mois présentés par Micheline Francey et Maurice Biraud
- 1992 : Radio mémoire : 40 ans de radio : Maurice Biraud : Monsieur Flûte voyage [1959]
- 1997 : Prix Radio-Mix 1997 : Maurice Biraud : Le Rock'n Roll [1956]